# Pleuranthe
Pleuranthe là một chi rêu trong họ Geocalycaceae.